# جون بورينغ
السير جون بورينغ، (17 أكتوبر 1792 – 23 نوفمبر 1872) اقتصادي سياسي بريطاني، رحالة، كاتب، مترجم أدبي، متعدد اللغات والحاكم الرابع لهونغ كونغ. عينته الملكة فيكتوريا كمبعوث إلى سيام، وفي وقت لاحق عينه الملك مونغكوت ملك سيام سفيرًا في لندن، أبرم أيضًا معاهدة صداقة مع سيام في 18 أبريل 1855، والتي يشار إليها الآن باسم «معاهدة بورينغ». كانت معاهدته التي تحمل الاسم نفسه فعالة تمامًا لمدة 70 عامًا، حتى عهد فاجيرافوده. تم تعديل هذه المعاهدة تدريجيًا وأصبحت غير فعالة تمامًا في عام 1938 في ظل حكومة بلايك فيبونسونغرام. في وقت لاحق، أُرسل كمفوض لبريطانيا إلى مملكة إيطاليا المنشأة حديثًا في عام 1861. توفي في كليرمونت في ديفون بتاريخ 23 نوفمبر 1872.

## بداية حياته
ولد بورينغ في إكستر لوالده تشارلز بورينغ (1769-1856)، وهو تاجر صوف كان سوقه الرئيسي هو الصين، من عائلة توحيدية (مسيحية) قديمة، ووالدته سارة جين آن (توفيت عام 1828)، ابنة توماس لين، نائب سانت آيفز، كورنوال.  كان آخر تعليم رسمي له في مدرسة توحيدية في موريتونهامستيد وبدأ العمل في أعمال والده التجارية في سن 13. تمنى بورينغ في مرحلة ما أن يصبح وزيرًا توحيديًا. كان اعتناق الإيمان التوحيدي غير قانوني في بريطانيا حتى بلغ بورينغ 21 عامًا.
اكتسب بورينغ الخبرات الأولى في التجارة كمورد عقود للجيش البريطاني خلال حرب شبه الجزيرة في العقد الأول من القرن التاسع عشر، في البداية لمدة أربع سنوات منذ عام 1811 كموظف في شركة ميلفورد وشركاه حيث بدأ في التعرف على مجموعة متنوعة من اللغات.  أثارت تجاربه في إسبانيا شكوكًا قوية تجاه المؤهلات الإدارية للجيش البريطاني.  سافر على نطاق واسع وسجن في بولوني سور مير لمدة ستة أسابيع في عام 1822 للاشتباه في التجسس (على الرغم من أنه كان فقط يحمل أوراقًا للمبعوث البرتغالي إلى باريس). 
قام بدمج شركة بورينغ وشركاه مع شريك في عام 1818 لبيع أسماك الرنجة إلى إسبانيا (بما في ذلك جبل طارق من خلال شركة تابعة) وفرنسا ولشراء النبيذ من إسبانيا. تعرف خلال هذه الفترة على جيريمي بنثام، وأصبح فيما بعد صديقه. ومع ذلك، لم يشارك بنثام رأيه بازدراء الأدب الجميل. كان طالبًا مجتهدًا في الأدب واللغات الأجنبية، وخاصة تلك الموجودة في أوروبا الشرقية. وجد بطريقة ما وقتًا لكتابة 88 ترتيلة خلال هذا الوقت، تم نشر معظمها بين عامي 1823 و 1825.
جعله فشل تجارته في عام 1827، وسط مغامرته في تمويل الثورة اليونانية، يعتمد على مؤسسة بنثام الخيرية ويبحث عن اتجاه أدبي جديد.  وصف السكرتير الشخصي لبنثام في ذلك الوقت، جون نيل، بورينغ بأنه «رجل متحرش، ونمام، وخبيث، وغادر» واتهمه بخداع المستثمرين في مغامرته اليونانية وسوء إدارة أموال بنثام من أجل سمعة بورينغ الاجتماعية الخاصة من خلال مجلة مراجعات وستمنستر وصالة ألعاب رياضية عامة بدائية.

## مسيرته المهنية كاقتصادي سياسي
بدأ بورينغ بالمساهمة في مجلة مراجعات وستمنستر المنشأة حديثًا وعينه بنثام محررًا لها في عام 1825. حصل من خلال مساهماته في المجلة، على سمعة كبيرة كخبير اقتصادي سياسي ومصلح برلماني. دافع من خلال صفحاتها عن قضية التجارة الحرة قبل أن ينشرها ريتشارد كوبدن وجون برايت بفترة طويلة، وهما المؤسسان المشاركان لرابطة مناهضة قانون الحبوب في مانشستر في عام 1838.
ناشد بجدية من أجل الإصلاح البرلماني والتحرر الكاثوليكي والتعليم الشعبي. فشل بنثام في محاولة لتعيين بورينغ أستاذًا للغة الإنجليزية أو التاريخ في كلية لندن الجامعية عام 1827، ولكن بعد أن زار بورينغ هولندا عام 1828، منحته جامعة غرونينغن درجة دكتوراه في القانون في فبراير من العام التالي لمخططاته للغة وآداب هولندا. في عام 1830، كان في الدنمارك يستعد لنشر مجموعة من الشعر الاسكندنافي. كعضو في اللجنة الملكية لعام 1831، دعا إلى رقابة برلمانية صارمة على الإنفاق العام، واعتبر الإصلاح الذي أعقب ذلك أحد إنجازاته الرئيسية.  حتى عام 1832، كان وزير خارجية جمعية التوحيديين البريطانيين والأجانب.
تم تعيين بورينغ المنفذ الأدبي لجيريمي بنثام قبل أسبوع من وفاة الأخير بين ذراعيه عام 1832، وتم تكليفه بمهمة إعداد نسخة مجمعة من أعماله. طعن ابن أخيه في التعيين لكن بورينغ انتصر في المحكمة.  ظهر العمل في أحد عشر مجلدًا في عام 1843، وغطى على أكثر أعمال بنثام إثارة للجدل حول الجنس الأنثوي والمثلية الجنسية. 
أخذت التجارة الحرة أبعاد إيمانية بالنسبة لبورينغ الذي قال في عام 1841 ساخرًا: «يسوع المسيح هو التجارة الحرة والتجارة الحرة هي يسوع المسيح»، مضيفًا، ردًا على الذعر من النظرية، أنها «ترتبط ارتباطًا وثيقًا بالحقيقة الدينية وممارسة المبادئ الدينية».